# Virgem da Lapa
Virgem da Lapa is een gemeente in de Braziliaanse deelstaat Minas Gerais. De gemeente telt 14.685 inwoners (schatting 2009).

## Aangrenzende gemeenten
De gemeente grenst aan Araçuaí, Berilo, Coronel Murta, Francisco Badaró, Grão Mogol, Josenópolis en Rubelita.